# Cassini (krater)
För andra betydelser, se Cassini.
Cassini är en nedslagskrater på planeten Mars namngiven efter astronomen Giovanni Domenico Cassini.
Kratern har en diameter på ungefär 408 km.